# DECIGO
DECIGOは"Deci-hertz Interferometer Gravitational wave Observatory"の略で、日本が計画している宇宙空間における重力波望遠鏡である。
本計画の第1段階として、超小型重力波検出器SWIMμνがJAXAの小型実証衛星1型（SDS-1）に搭載され（2009年打ち上げ）、軌道上で運用された。
地上実験、相乗り衛星を利用した更なる宇宙実証を経たのち、JAXAの戦略的中型計画として重力波観測衛星B-DECIGOの打ち上げが計画されている。